# Utivarachna lata
Espèce
Utivarachna lata est une espèce d'araignées aranéomorphes de la famille des Trachelidae.

## Distribution
Cette espèce est endémique de Chine. Elle se rencontre au Guizhou et au Sichuan.

## Description
Le mâle holotype mesure 5,52 mm et les femelles de 4,40 à 6,05 mm.

## Publication originale
- Jin, Yin & Zhang, 2015 : A new species of the genus Utivarachna Kishida, 1940 (Araneae: Trachelidae) from China, with the first description of the male of U. fabaria Zhao & Peng, 2014 and a redescription of U. gui (Zhu, Song & Kim, 1998). Zootaxa, no 4057(4), p. 569-581.